# Schwinn Bicycle Company
Schwinn Bicycle Company — старейшая американская компания по производству велосипедов, основанная в 1895 году в Чикаго немцем по рождению Игнацем Швинном (1860—1948). Компания была доминирующим производителем велосипедов на территории северной Америки до конца XX века. После объявления о банкротстве в 1992 году, Schwinn стала частью Pacific Cycle, Inc.

## История

### Основание
Игнац Швинн родился в Хармхайме, Баден, Германия, в 1860 году. В 1891 году он эмигрировал в США и в 1895 году при финансовой поддержке американца немецкого происхождения Адольфа Фридриха Уильяма Арнольда он основал компанию Arnold, Schwinn & Co. Появление новой велосипедной компания совпало с внезапным увлечением велосипедом в США. К началу 20-го века производство велосипедов в Соединенных Штатах выросло до миллиона единиц в год. Чикаго стал центром американской велосипедной индустрии.
Бум продаж велосипедов был недолгим. К 1905 году объём ежегодных продаж велосипедов упали до 25 % от уровня 1900 года. Многие мелкие компании банкротились или поглощались крупными фирмами. В Чикаго остались в бизнесе только двенадцать велосипедных компаний. Понимая, что ему нужно развивать компанию, Игнац Швинн купил несколько небольших фирм производителей велосипедов и построил на западе Чикаго современную фабрику по массовому производству недорогих велосипедов. В 1912 году он приобрёл компанию производителя мотоциклов Excelsior, а в 1917 году присоединил к ней компанию Henderson, образовав Excelsior-Henderson. В атмосфере общего упадка в других отраслях промышленности новое подразделение мотоциклов Швинна процветало, и к 1928 году занимало третье место позади Indian и Harley-Davidson.

### Годы депрессии

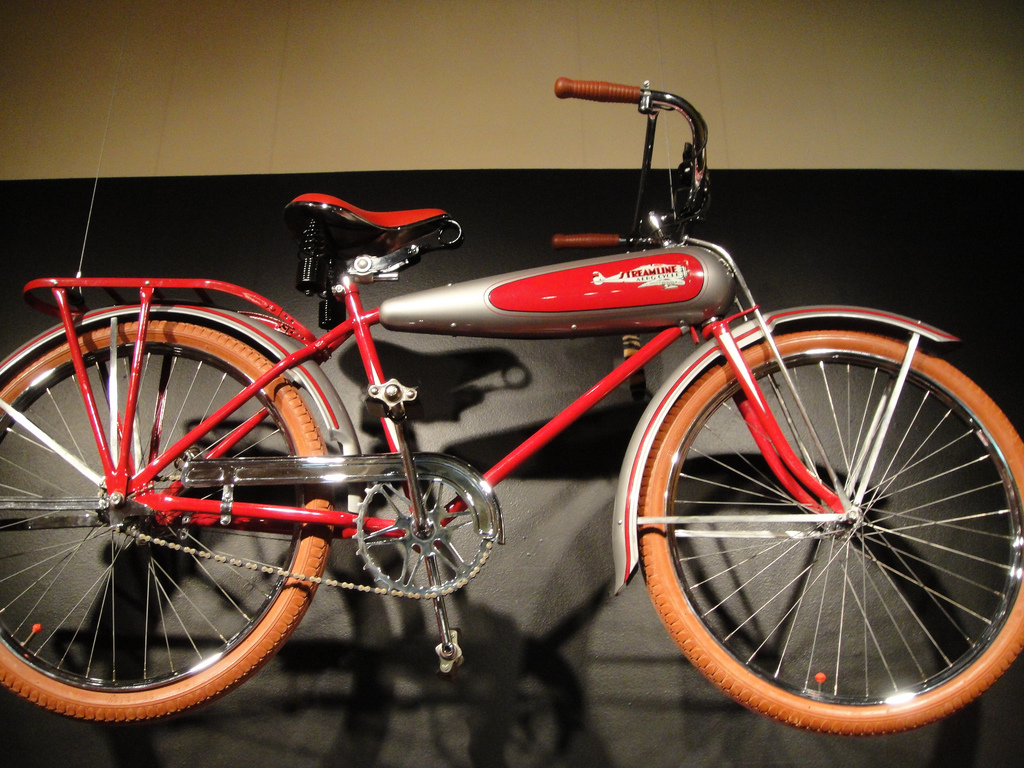
Schwinn AeroCycle в музее

В конце 1920-х годов крах фондового рынка уничтожил американскую индустрию мотоциклов, в том числе и Excelsior-Henderson. Arnold, Schwinn & Co оказалась на грани банкротства. Выпуск мотоциклов Excelsior-Henderson был прекращён в 1931 году. Сын Игнаца, Фрэнк Швинн разработал недорогую модель велосипеда, продукт, который мог продаваться во время неизбежных спадов в бизнес-циклах. После поездки в Европу за идеями, Фрэнк Швинн вернулся в Чикаго и в 1933 году представил молодёжный велосипед Schwinn B-10E, имитирующий мотоцикл. Компания обновила модель в следующем году и переименовала её в Aerocycle. Schwinn убедила American Rubber Co. производить для Aerocycle FW камерные шины шириной 2,12 дюйма (54,0 мм), добавила обтекаемые крылья, имитацию топливного бака, обтекаемую хромированную фару и кнопочный велосипедный звонок.
Вскоре Швинн спонсировал велокоманду, возглавляемую Эмилем Уэстином, который разрабатывал гоночные велосипеды, и компания соревновалась в шестидневных гонках по Соединенным Штатам с такими гонщиками, как Джерри Родман и Рассел Аллен. В 1938 году Фрэнк Швинн официально представил серию велосипедов Schwinn Paramount. На основании опыта, полученного в гонках, Schwinn представил Paramount как свой образец высококлассного профессионального велосипеда. В Paramount использовались высокопрочные трубы из хромомолибденовых сплавов и латунные узлы. В течение следующих двадцати лет большинство велосипедов Paramount были построены в ограниченном количестве в небольшом цехе под руководством Уэстина, несмотря на усилия Швинна по переносу производства на фабрику.
В 30х годах прошлого столетия компания Hanlon Manufacturing приобретает права на Excelsior-Henderson.
17 мая 1941 года в Бейкерсфилде, штат Калифорния Альфред Летурнер установил рекорд скорости на велосипеде Schwinn Paramount, едущем за автомобилем, достигнув скорости 108,92 миль в час (175,29 км/ч).

### Sting-Ray

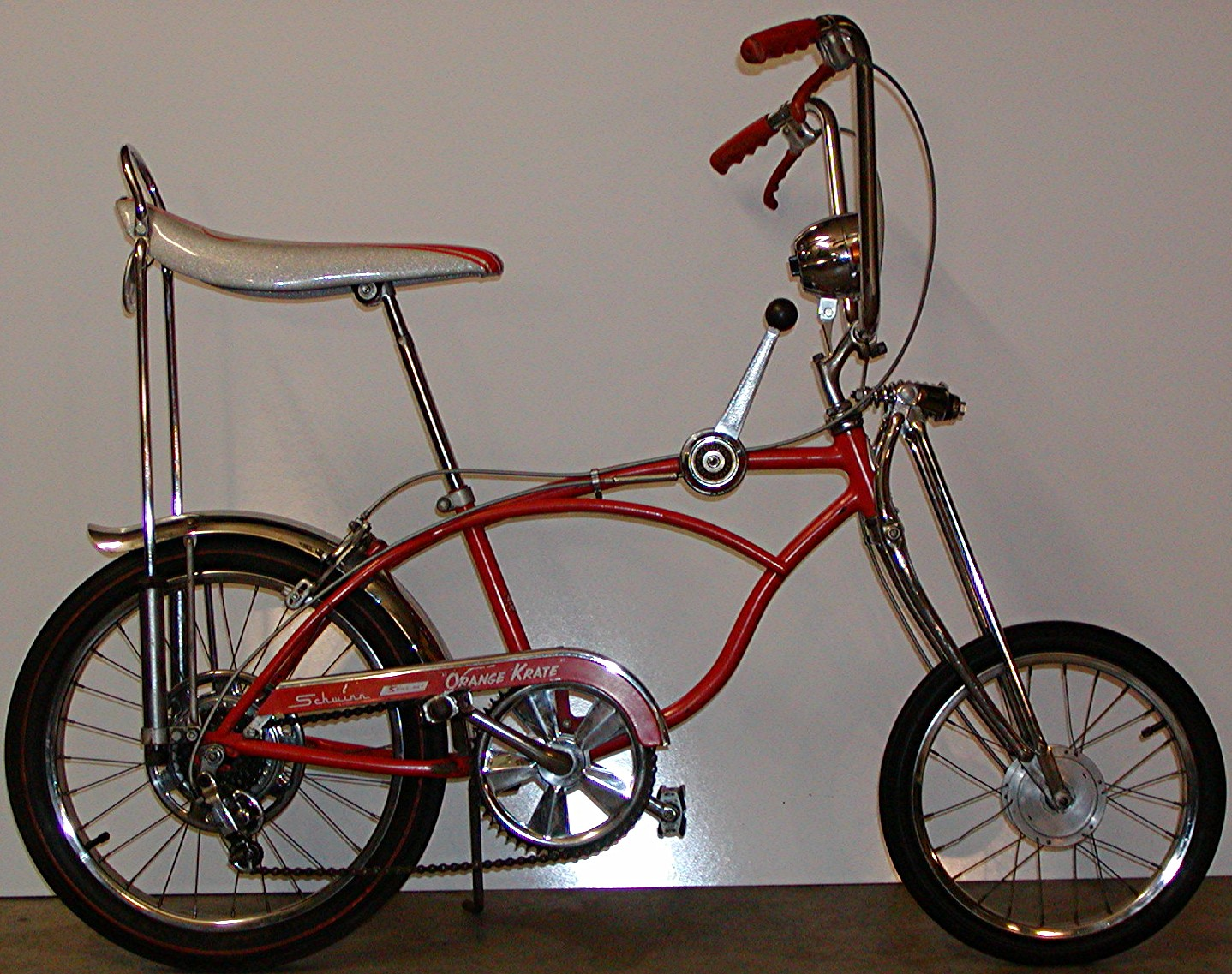
Велосипед Schwinn Sting-Ray

В 1962 году дизайнер компании «Швинн» Эл Фриц (англ. Al Fritz) узнал о модном среди калифорнийской молодёжи увлечении переделыванием велосипедов в стиле бобберов или чопперов, обязательно включающим высокий руль «эйпхангер» (англ. ape hanger, дословно — «обезьянья вешалка») и удлинённое седло-банан с низкой посадкой. Под влиянием этой моды Эл Фриц разработал модель для массового производства, первоначально названную «проект J-38». В июне 1963 года этот велосипед был представлен широкой общественности под названием Schwinn Sting-Ray. Эта модель не была первой, внешне похожий Huffy Penguin был выпущен тремя месяцами ранее, но именно Schwinn Sting-Ray стал наиболее известным велосипедом подобного стиля. Почти сразу этот компактный велосипед, выдерживающий взрослого человека, полюбился гоночным механикам в качестве вспомогательного средства для перемещения по пит-лейну и трассе — питбайка.